# Kubotan
 (décembre 2019).
Si vous disposez d'ouvrages ou d'articles de référence ou si vous connaissez des sites web de qualité traitant du thème abordé ici, merci de compléter l'article en donnant les références utiles à sa vérifiabilité et en les liant à la section « Notes et références ».

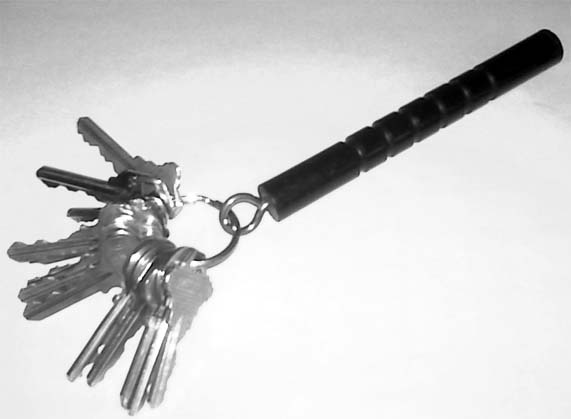
Kubotan en porte-clé

Le kubotan est une arme contondante de défense personnelle, développée au XXe siècle par Soke Kubota Takayuki. Le kubotan est un dérivé du yawara japonais, et a souvent une longueur de 15 cm pour 1,5 cm de diamètre ou les dimensions comparables à celles d’un stylo. Souvent fixé à un anneau à clés, pour un usage pratique et dissimulé, le kubotan apparaît comme un inoffensif porte-clé aux yeux des néophytes.
Bien que taillé d’une seule pièce, le kubotan peut être fabriqué avec toutes sortes de matériaux différents : métal, ABS (plastique), fibre de carbone, paracorde…
Le principe du kubotan respecte le concept Every Day Carry : toujours à portée. En matière de défense personnelle, l'outil de défense doit être à portée de main pour en garantir un accès. 
Il existe 2 variantes :
- le kubospray
- le yoogo

Ces accessoires de protection et défense individuelle sont redoutablement efficaces lorsqu'ils sont associés à une méthode de self défense et de gestion des situations de violence.